# Политбюро ЦК КПК 17-го созыва
Политбюро ЦК КПК, избранное 22 октября 2007 года на 1-м Пленуме ЦК КПК 17-го созыва, избранного XVII съездом КПК.
Члены Политбюро, помимо членов его посткома, приведены в порядке возрастания количества черт в иероглифе фамильного знака, жирным шрифтом выделены избранные в состав следующего 18-го созыва, подчёркнуты члены (и выделен курсивом — кандидат в члены) предыдущего 16-го созыва. 
(Годы жизни, партийные и прочие основные должности указаны на время полномочий данного созыва Политбюро.)
Постком
- Ху Цзиньтао (род. 1942), генеральный секретарь ЦК КПК (2002—2012) и председатель КНР (2003—2013), председатель ЦВС (2004/5 - 2012/13), член посткома Политбюро с 14 созыва, член ЦК с 12 созывас 1985 (изначально кандидат в члены).
- ВСНП У Банго (1941 г. р.), председатель ПК ВСНП (2003—2013), член Посткома Политбюро с 16 созыва, член Политбюро с 14 созыва, секретарь ЦК 14 созываИзбран на 4-м пленуме ЦК, кандидат в члены ЦК 12-13 созывов
- Вэнь Цзябао (1942 г. р.), премьер Государственного совета КНР (2003—2013), член Посткома Политбюро с 16 созыва, член Политбюро с 15 созыва (кандидат 14 созыва), член ЦК с 13 созыва
- НПКСК Цзя Цинлинь (1940 г. р.), председатель ВК НПКСК (2003—2013), член Посткома Политбюро с 16 созыва, член Политбюро с 15 созыва, член ЦК с 14 созыва
- Ли Чанчунь (1944 г. р.), председатель Центральной комиссии КПК по руководству деятельностью в области укрепления духовной культуры (2002—2013), член Посткома Политбюро с 16 созыва, член Политбюро с 15 созыва, член ЦК с 13 созыва (кандидат 12 созыва)
- Си Цзиньпин (1953 г. р.), 1-й секретарь ЦК КПК 17 созыва, заместитель председателя КНР (2008—2012), заместитель председателя Военного совета ЦК КПК (2010—2012), член ЦК с 16 созыва (кандидат 15 созыва)
- Ли Кэцян (1955 г. р.), 1-й по рангу вице-премьер Госсовета КНР (2008-2013), член ЦК с 15 созыва
- Хэ Гоцян (1943 г. р.), секретарь Центральной комиссии КПК по проверке дисциплины (2007—2012), член Политбюро и секретарь ЦК 16 созыва, член ЦК с 15 созыва (кандидат с 12 созыва)
- Чжоу Юнкан (1942 г. р.), секретарь Политико-юридической комиссии ЦК КПК (2007—2012), член Политбюро и секретарь ЦК 16 созыва, член ЦК с 15 созыва (кандидат 14 созыва)

Остальные члены
- НПКСК Ван Ган (1942 г. р.), 1-й заместитель председателя ВК НПКСК (2008—2013), кандидат в члены Политбюро и секретарь ЦК 16 созыва, кандидат в члены ЦК 15 созыва
- Ван Лэцюань (1944 г. р.), глава парткома Синьцзян-Уйгурского АР (1994—2010), заместитель секретаря Политико-юридической комиссии ЦК КПК (2010—2012), член Политбюро с 16 созыва, член ЦК с 15 созыва (кандидат 14 созыва)
- ВСНП Ван Чжаого (1941 г. р.), председатель ВФП (2002—2013) и 1-й зампред ПК ВСНП (2003—2013), член Политбюро с 16 созыва, член ЦК с 12 созыва
- Ван Цишань (1948 г. р.), 4-й по рангу вице-премьер Госсовета КНР (2008—2013), член ЦК с 16 созыва (кандидат 15 созыва)
- Хуэй Лянъюй (нац. хуэец, 1944 г. р.), вице-премьер Госсовета КНР (2003—2013, с 2008 года второй по рангу), член Политбюро с 16 созыва, член ЦК с 15 созыва (кандидат 14 созыва)
- Лю Ци (1942 г. р.), глава Пекинского горкома КПК (2002—2012), член Политбюро с 16 созыва, член ЦК с 15 созыва (кандидат 14 созыва)
- Лю Юньшань (1947 г. р.), 2-й секретарь ЦК 16-17 созывов, заведующий Отделом пропаганды ЦК (2002—2012), член Политбюро с 16 созыва, член ЦК с 15 созыва (кандидат 12 и 14 созывов)
- Лю Яньдун (жен., 1945 г. р.), член Госсовета КНР (2008—2013), член ЦК с 16 созыва (кандидат 15 созыва)
- Ли Юаньчао (1950 г. р.), секретарь ЦК 17 созыва, заведующий Организационным отделом ЦК КПК (2007—2012), кандидат в члены ЦК 16 созыва
- Ван Ян (1955 г. р.), глава парткома пров. Гуандун (2007—2012), кандидат в члены ЦК 16 созыва
- Чжан Гаоли (1946 г. р.), глава Тяньцзиньского горкома КПК (2007—2012), член ЦК с 16 созыва (кандидат 15 созыва)
- Чжан Дэцзян (1946 г. р.), вице-премьер Госсовета КНР (2008—2013, третий по рангу), с марта по ноябрь 2012 года глава Чунцинского горкома КПК, член Политбюро с 16 созыва, член ЦК с 15 созыва (кандидат 14 созыва)
- Юй Чжэншэн (1945 г. р.), глава Шанхайского горкома КПК (2007—2012), член Политбюро с 16 созыва, член ЦК с 15 созыва (кандидат 14 созыва)
- Сюй Цайхоу (1943 г. р.), зампред ЦВС (2004/5-2012/13), секретарь ЦК 16 созыва, член ЦК с 15 созыва
- Го Босюн (1942 г. р.), зампред ЦВС (2002/3-2012/13), член Политбюро с 16 созыва, член ЦК с 15 созыва
- Бо Силай (1949 г. р.), глава Чунцинского горкома КПК (2007—2012), член ЦК с 16 созыва (членство в Политбюро и ЦК приостановлено 10 апреля 2012 года, исключён из состава ЦК в сентябре того же года[1])

Двое - Ли Юаньчао и Ван Ян - стали членами Политбюро, минуя полноправное членство в ЦК предыдущего созыва (являлись его кандидатами в члены).
Из шести секретарей ЦК 17 созыва трое стали членами Политбюро, и из них один Си Цзиньпин - членом его Посткома. Двое оставшихся Лю Юньшань и Ли Юаньчао - соответственно заведующие отделами ЦК пропаганды и организационным.
В отличие от предыдущего Политбюро 16-го созыва, в котором было 24 члена и 1 кандидат в члены, в Политбюро 17-го созыва было 25 полноправных членов, из которых:
- 16 входили в состав предыдущего 16-го созыва, из них один (Ван Ган) — кандидатом в члены. Из них — для генсека Ху Цзиньтао это был уже четвёртый срок в качестве члена Посткома Политбюро, для четверых — Ли Чанчуня, У Банго, Цзя Цинлиня, Вэнь Цзябао — второй в Посткоме и третий в Политбюро (для Вэнь Цзябао — четвёртый, он являлся кандидатом в члены Политбюро 14 созыва); для остальных 11 переизбранных это второй срок (Ван Ган был кандидатом в члены). Трое из этих 16 переизберутся и в следующий созыв (все трое - в постком, и на третий, могущий быть для себя только последним срок, см. далее).
- Десятеро будут переизбраны в состав следующего 18-го созыва, что для троих из них станет третьим сроком. Это подчёркнутые и выделенные жирным шрифтом в общем списке Лю Юньшань, Чжан Дэцзян, Юй Чжэншэн. Они также будут избраны в Постком Политбюро следующего созыва. Из-за возрастных ограничений ни один из них не сможет претендовать на избрание в Политбюро на четвёртый срок (и таки не будет на него переизбран). Из оставшихся из первоначально упоминаемых десяти семерых - четверо также попадут в постком (двое из них, для которых это попадание будет также повторным, Си Цзиньпин и Ли Кэцян, переизберутся туда и на 19-й созыв), а один просто переизбранный, Ван Ян, попадёт в постком 19-го созыва (для двоих оставшихся просто переизбранных, второй срок окажется и последним, причём только для одного, Лю Яньдун, из-за возрастных ограничений).
- Единственная женщина — Лю Яньдун, единственный представитель этнического меньшинства (не ханец) — хуэец Хуэй Лянъюй[3].
- Наиболее молодые - 1955 г. р. - Ли Кэцян (входил в постком) и Ван Ян. Самым пожилым был Цзя Цинлинь (член посткома).

Единственным членом Политбюро 17 созыва, досрочно прекратившим свои полномочия был Бо Силай, лишившийся членства в результате серии скандалов в 2012 году.
Как отмечалось, по итогам 17 съезда состав Политбюро омолодился — шесть из девяти его новых членов имели возраст чуть более 50 лет.
Только Ван Ган, Сюй Цайхоу и Бо Силай являлись полноправными членами Политбюро 17 созыва, не избиравшимися членами Политбюро ранее или позже - но Ван Ган при этом являлся кандидатом в члены Политбюро предыдущего 16 созыва, единственным там таковым. Генерал Сюй Цайхоу, будучи избран 64-летним в 17-й состав, по возрасту не мог претендовать на переизбрание в будущем. Бо Силай считался несомненным членом будущего Политбюро 18 созыва, предполагалась даже возможное его вхождение в Постком Политбюро, однако после серии скандалов в 2012 году он досрочно лишился членства в Политбюро.
В отличие от Политбюро предыдущих созывов, после 17 съезда в состав Политбюро перестал входить министр обороны КНР.
Отмечалось, что близкими к Ху Цзиньтао среди избранных членов считаются, в частности, партийный руководитель мегаполиса Чунцин 52-летний Ван Ян, министр торговли Бо Силай, бывший партсекретарь провинции Цзянсу Ли Юаньчао, мэр Пекина Ван Цишань, партсекретарь Тяньцзиня Чжан Гаоли, а также заместитель председателя Центрального военного совета КНР Сюй Цайхоу.
Шестеро из состава Политбюро 17-го созыва входили в состав ЦК КПК 12 созыва: Ван Чжаого и Ху Цзиньтаос 1985, первоначально кандидат — членами, кандидатами в члены — Лю Юньшань, Ли Чанчунь, У Банго, Хэ Гоцян. Все они, кроме У Банго и Лю Юньшаня, были переизбраны в состав ЦК 13 созыва: Ван Чжаого, Ли Чанчунь, Ху Цзиньтао — членами, Хэ Гоцян — кандидатом; также из состава Политбюро 17-го созыва в состав ЦК 13 созыва входил в качестве члена Вэнь Цзябао. Из упомянутых — У Банго будет избран членом, а Лю Юньшань - кандидатом в члены ЦК 14 созыва. Все остальные из состава Политбюро 17-го созыва вошли в состав ЦК КПК не ранее 14 созыва.
Ху Цзиньтао был переизбран генеральным секретарем ЦК. В Посткоме Политбюро 17-го созыва сохранили свои места Ху Цзиньтао, У Банго, Вэнь Цзябао, Цзя Цинлинь и Ли Чанчунь. Впервые в его состав вошли Си Цзиньпин, Ли Кэцян, Хэ Гоцян и Чжоу Юнкан. Как отмечается о составе посткома: все, кроме одного, имели инженерно-техническое образование, лишь двум не исполнилось шестидесяти.
Постком Политбюро следующего 18-го созыва
Из десятерых членов Политбюро 17-го созыва, переизбранных в состав Политбюро 18 созыва, семеро составят его Постком. Трое из десятерых членов Политбюро 17-го созыва, переизбранных в состав Политбюро 18 созыва и не вошедших в его Постком — Лю Яньдун, Ли Юаньчао, Ван Ян. Лю Яньдун и Ван Ян с марта 2013 года работали в качестве вице-премьеров Госсовета КНР, второго и третьего по рангу соответственно, Ли Юаньчао с марта 2013 года — зампред КНР.
Коррупция
Как отмечалось ТАСС, ""Дело Бо Силая" стало первым в череде крупных разоблачений в высших политических кругах КНР". Впоследствии к ответственности были также привлечены Чжоу Юнкан, экс-член посткома Политбюро 17-го созыва - он стал самым высокопоставленным чиновником за всю историю нового Китая, осужденным по обвинению в коррупции, - и экс-члены Политбюро экс-заместители председателя Центрального военного совета генералы Сюй Цайхоу и Го Босюн. Также в этом ряду следует упомянуть экс-секретаря ЦК 17-го созыва Лин Цзихуа; см. к тому же Новая банда четырёх.